# Tony Smith (basket-ball, 1968)
Pour les articles homonymes, voir Tony Smith.
Ne doit pas être confondu avec Tony Smith (basket-ball, 1970).
Tony Smith, né le 14 juin 1968, à Wauwatosa, au Wisconsin, est un ancien joueur américain de basket-ball. Il évolue au poste d'arrière. 